# یادگار دوست
یادگار دوست آلبومی است با صدای شهرام ناظری و آهنگسازی کامبیز روشن‌روان که در سال ۱۳۶۳ و به مناسبت هشتصدمین سالگرد تولد مولانا جلال‌الدین محمد بلخی توسط انتشارات «خوش نوا» منتشر شد.
دکلمهٔ اشعار در این آلبوم بر عهدهٔ عبدالله آقازاده است که حال و هوای برنامهٔ گل‌ها را یادآوری می‌کند. تمامی اشعار این مجموعه از مولانا است و اجرای آن تلفیقی از سازهای ایرانی و سازهای ارکستر سمفونیک است. یادگار دوست جزو آثار شاخص در کارنامهٔ آهنگسازی کامبیز روشن‌روان است. استفاده از نوازندگانی چیره‌دست در این موفقیت سهمی بسزا داشته‌است. این آلبوم در دستگاه ماهور و با نوازندگی هنرمندانی چون حمید متبسم، محمدعلی کیانی‌نژاد، مجتبی میرزاده اجرا شده‌است.
هر یک از نوازندگان در مقاطعی به عنوان تک نواز عمل می‌کنند. حمید متبسم در تصنیف‌های «درآمد داد» و «خاوران»، محمدعلی کیانی‌نژاد در «آواز راک عبدالله» و «راک کشمیر» و مجتبی میرزاده در تصنیف «راک کشمیر».
به گفتهٔ شهرام ناظری آلبوم ابتدا در یک بازهٔ زمانی ۶ ماهه ضبط شده بود اما روزی که قرار بوده کار را از استودیوی محل ضبط تحویل بگیرند به آن‌ها اعلام می‌شود که «همهٔ آنچه ضبط کرده بودند پاک شده‌است». بنابراین او به‌همراه روشن‌روان و ایرج حقیقی چهار پنج شبانه‌روز در استودیو می‌مانند و ضبط را تکرار می‌کند که به عقیدهٔ ناظری «با آن یادگار دوست واقعی که شش ماه برایش وقت گذاشته بودند متفاوت است».

## توضیح اثر

### قطعات
1. درآمد ماهور، گوشه داد، سوز و گداز
2. تصنیف‌های درآمد، داد، خاوران

### هنرمندان
- آهنگ و تنظیم برای ارکستر: کامبیز روشن‌روان
- آواز: شهرام ناظری
- اجرا: ارکستر سمفونیک
- تکنوازان:
  - حمید متبسم: تار و سه‌تار
  - محمد کیانی نژاد: نی
  - مجتبی میرزاده: کمانچه[۴]
- ضبط: استودیو بل
- صدابردار: ایرج حقیقی

## شعر
:یکی از اشعار این اثر عبارت است از:
| اندر دل بی وفا غم و ماتم باد   |  | آنرا که وفا نیست ز عالم کم باد  |
| دیدی که مرا هیچ‌کسی یاد نکرد    |  | جز غم که هزار آفرین بر غم باد   |
| در عشق توأم نصیحت و پند چه سود |  | زهراب چشیده‌ام مرا قند چه سود    |
| گویند مرا که بند بر پاش نهید   |  | دیوانه دل است پای بر بند چه سود |
| من ذره و خورشید لقایی تو مرا   |  | بیمار غمم، عین دوایی تو مرا     |
| بی بال و پرم در پی تو می‌پَرم    |  | من کَه شده‌ام چو کهربایی تو مرا   |